# Буота
Буота (англ. Buota) — остров, являющийся частью атолла Тарава, архипелага Гилберта, Республика Кирибати. На территории острова расположен одноимённый населённый пункт (деревня), относящаяся к муниципалитету Северная Тарава.

## География
Площадь острова 0,88 км².
Буота расположен на самом юге Северной Таравы и формально относится к этому муниципалитету. Однако его близкое расположение к Южной Тараве и удалённость от формального центра муниципалитета часто служит поводом для включения Буоты в число территорий, подчинённых Южной Тараве.
Дорожная сеть Буоты низкого качества и в период дождей транспортная связанность разных частей затруднена. Буота связан автомобильным мостом с Южной Таравой. Открытие моста в 1995 году оказало заметное влияние на связанность Буоты с Южной Таравой: жители деревни стали активно искать работу, пользоваться медицинскими и учебными заведениями южной, более развитой части атолла.
Для связи с островами аттола Тарава местные жители широко используют водный транспорт.
| Показатель                     | Янв. | Фев. | Март | Апр. | Май  | Июнь | Июль | Авг. | Сен. | Окт. | Нояб. | Дек. | Год  |
| ------------------------------ | ---- | ---- | ---- | ---- | ---- | ---- | ---- | ---- | ---- | ---- | ----- | ---- | ---- |
| Средний максимум, °C           | 31,1 | 31,2 | 31,3 | 31,4 | 31,4 | 31,5 | 31,6 | 31,6 | 31,4 | 31,8 | 31,7  | 31,5 | 31,5 |
| Средний минимум, °C            | 24,5 | 25,0 | 25,3 | 25,4 | 25,7 | 25,5 | 25,6 | 25,7 | 25,7 | 25,5 | 25,4  | 25,1 | 25,4 |
| Норма осадков, мм              | 272  | 201  | 188  | 183  | 163  | 137  | 157  | 122  | 89   | 89   | 102   | 203  | 1905 |
| Источник: World Weather Online |      |      |      |      |      |      |      |      |      |      |       |      |      |

## Население
Жители Буоты, несмотря на административную принадлежность к Северной Тараве, обслуживаются медучреждениями, входящими в подчинение муниципалитета Южная Тарава.
На территории Буоты находится одна из двух природных водяных линз, содержащих высококачественную пресную воду, снабжающих Южную Тараву питьевой водой. В 2008 году водопровод, поставляющий воду из Буоты, был повреждён, что привело к остановке непрерывных поставок воды и вынудило администрацию ограничить подачу двумя-тремя часами в сутки. Затраты на восстановление системы водоснабжения составили 37 000 долларов США, а ремонт затянулся до конца 2012 года.
Территория острова Буота является одним из немногих мест Таравы, где выращивается пальмы для производства копры, которая является одним из основных источников дохода Кирибати.
По данным на 2010 год на острове в Буоте проживало 1469 человек:
|         |      | <1 | 1  | 2 - 5 | 6 - 14 | 15 - 17 | 18 - 49 | 50 - 60 | 70+ |
| ------- | ---- | -- | -- | ----- | ------ | ------- | ------- | ------- | --- |
| Всего   | 1469 | 49 | 36 | 139   | 280    | 91      | 694     | 149     | 31  |
| Мужчины | 730  | 21 | 23 | 83    | 138    | 52      | 331     | 69      | 13  |
| Женщины | 739  | 28 | 13 | 56    | 142    | 39      | 363     | 80      | 18  |